# 泰爾尼茨
泰爾尼茨是奧地利的城市，位於該國東部，由下奧地利邦負責管轄，面積65.32平方公里，海拔高度396米，2012年人口14,839，其中六成居民信奉羅馬天主教。